# Ohligsmühle (Wuppertal)
Die Ortslage Ohligsmühle (Ohligsmöhle = plattdeutscher Name für Ölmühle) im Wuppertaler Stadtbezirk Elberfeld geht auf eine ehemalige Wassermühle an der Wupper zurück. Die Mühle hat bis 1870 dort bestanden.
Heute ist die 1982 errichtete Station Ohligsmühle der Wuppertaler Schwebebahn nach dieser Ortslage benannt. Dieser Bahnhof stellt einen Wiederaufbau des Schwebebahnhof Alexanderbrücke wenige Meter weiter entfernt dar, der im Zweiten Weltkrieg zerstört wurde.

## Geschichte
Erwähnt wurde die Mühle erstmals 1657 als eine Streichmühle zur Baumwoll-Linters-Herstellung. Die Mühle war 1688 als Ölmühle und 1867 als Getreidemühle in Gebrauch. 1853 wurde an dem Wupperufer bei der Ohligsmühle Garn geblichen. Die Flächen dazu besaßen eine Größe von 1 Morgen, 37 Ruten und 60 Fuß.
Bei dem Bau der Bundesallee 1954 sind zum 22. November 1960 die Straßenbezeichnungen Ohligsmühler Straße (ab 2. April 1901: Ohligsmühle), die ein Teilabschnitt von der Alexanderstraße bis zur Wupper war, sowie Ohligsmühler Platz und Ohligsmühler Treppe weggefallen.
Ende 2011 begannen Bauarbeiten auf dem ehemaligen Parkplatz zwischen der Schwebebahnstation und der Bundesallee. Auf dem kompletten Areal ist ein moderner Büro- und Geschäftskomplex entstanden. Im Oktober 2013 konnte hier die populäre Gastronomie-Kette Vapiano ihr erstes Restaurant in Wuppertal eröffnen. Unter anderem befindet sich hier die Wuppertaler Filiale der Apobank.
Im Zuge des Umbaus des Döppersbergs wurde am 21. Juli 2014 die Bundesstraße 7 am Hauptbahnhof gesperrt und der dortige Busbahnhof geschlossen. In Ohligsmühle wurde die Haltestelle Ohligsmühle (Hauptbahnhof) eingerichtet. Sie übernimmt einen großen Teil der Busbahnhofs-Funktion, bis der neue Busbahnhof voraussichtlich 2018 in Betrieb geht.

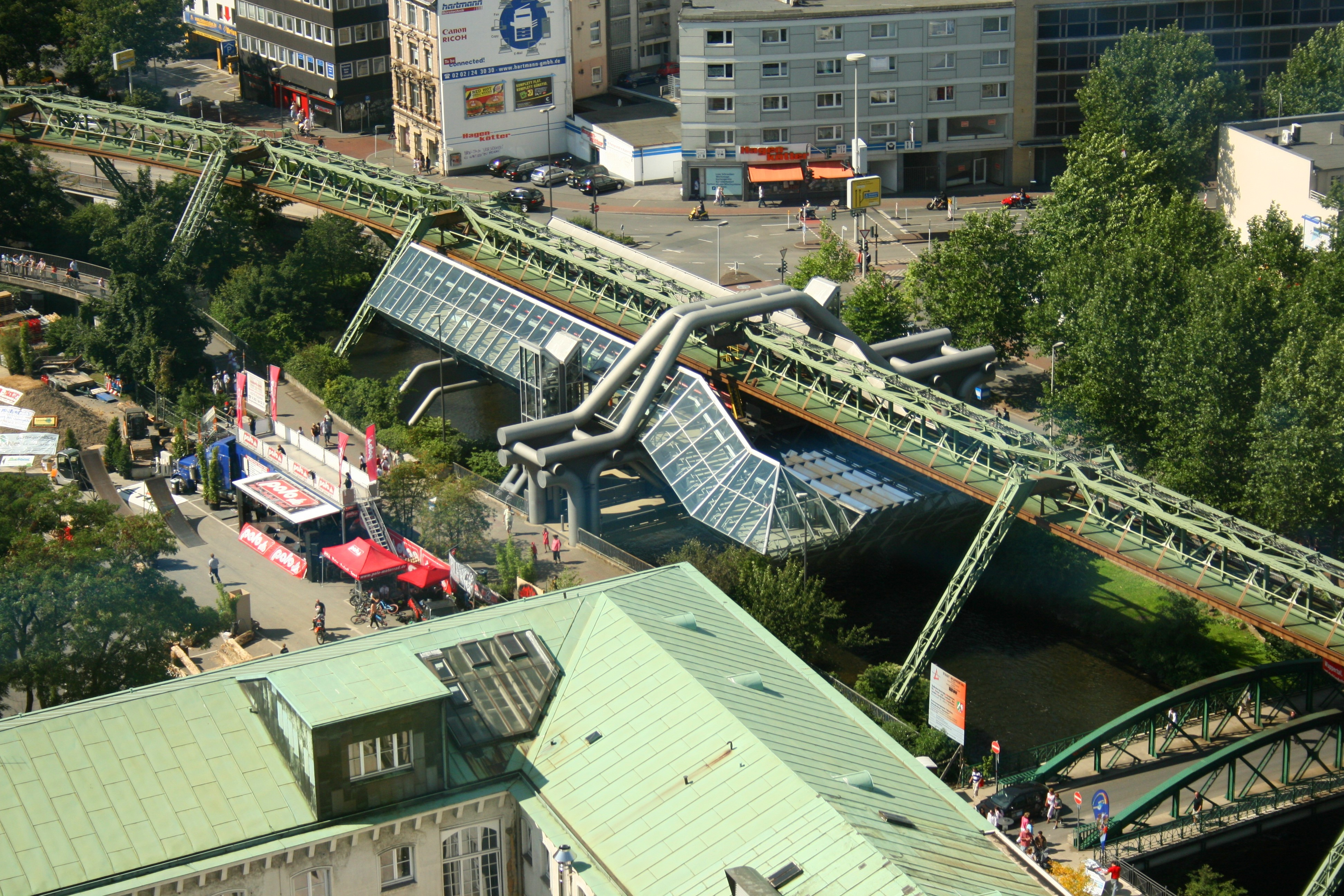
Schwebebahnhof Ohligsmühle
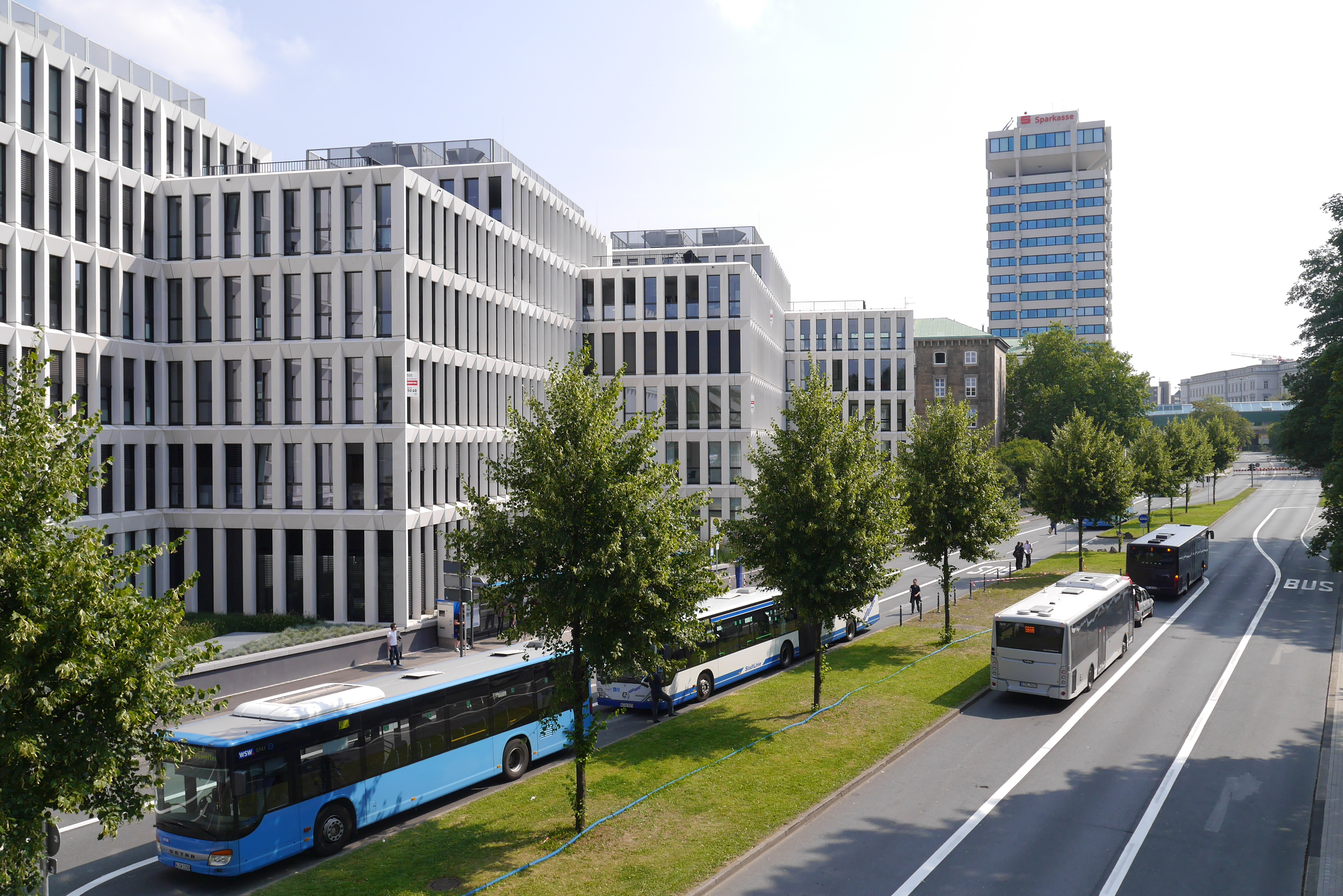
Bundesallee mit dem Neubau des Büro- und Geschäftskomplexes